# Mojo (ville)
Pour les articles homonymes, voir Mojo.
Mojo est une ville de la zone Misraq Shewa, dans la région d'Oromia, en Éthiopie. Elle est le centre administratif du woreda de Lome.

## Géographie
Mojo se trouve à 17 km à l'ouest-nord-ouest d'Adama et à 60 km au sud-ouest d'Addis-Abeba.
Elle se trouve à 8° 39′ N, 39° 05′ E et entre 1788 et 1 825 m d'altitude.

## Transports
Depuis 2014, la ville est reliée à Addis-Abeba par autoroute.